# Lilianna Sinowjewna Lungina
Lilianna Sinowjewna Lungina geb. Markowitsch, (russisch Лилианна Зиновьевна Лунгина, wiss. Transliteration Lilianna Zinov'evna Lungina; * 16. Juni 1920 in Smolensk; † 13. Januar 1998 in Moskau) war eine russische Literaturwissenschaftlerin und Literaturübersetzerin.

## Leben
Lilianna Lungina wurde am 16. Juni 1920 in Smolensk geboren. Ihr Vater Sinowi Markowitsch, von Beruf Bergbauingenieur, war Stellvertreter des Volkskommissars für Bildung Anatoli Lunatscharski und später sowjetischer Handelsvertreter in Berlin, ihre Mutter Maria Liberson engagierte sich für das Puppentheater. Ihre Kindheit verbrachte Lungina in Deutschland, Palästina und Frankreich. In Deutschland wohnte sie mit ihrer Familie von 1925 bis 1930 in Berlin am Hohenzollernplatz. Anschließend lebte sie mit ihrer Mutter getrennt vom Vater, bevor beide 1934 zu ihm in die UdSSR zurückkehrten.
Ab 1938 studierte Lilianna Lungina am Moskauer Tschernyschewski-Institut für Philosophie, Literatur und Geschichte, schloss das Studium an der Staatlichen Universität Moskau ab und wurde 1952 am Gorki-Institut für Weltliteratur promoviert. Sie unterrichtete Französisch und Deutsch.
Laut Lunginas Erinnerungen (vgl. Oleg Dormans Dokumentarfilm Podstrotschnik sowie die gleichnamige, in Anlehnung an den Film publizierte Autobiografie) blieben ihr wegen ihrer jüdischen Herkunft aufgrund des verdeckten Antisemitismus in der UdSSR Übersetzungsaufträge aus dem Französischen und Deutschen verwehrt. Auf Empfehlung ihres ehemaligen Studienkollegen Boris Gribanow, des Abteilungsleiters für fremdsprachliche Literatur im Verlag Detskaja literatura, wechselte Lungina daraufhin zu den skandinavischen Sprachen und deren Literatur. Per Zufall stieß sie dabei auf Astrid Lindgrens Kinderbuch Karlsson vom Dach. Zwei Jahre nach dem schwedischen Original (1955) erschien die sowjetische Ausgabe dieses Buchs (1957) in Lunginas Übersetzung.
Lungina hat drei weitere Bücher von Lindgren (Pippi Langstrumpf, Michel aus Lönneberga und Ronja Räubertochter) übersetzt. Mit der Autorin unterhielt sie eine persönliche Bekanntschaft. In einen Brief an Lungina schreibt Lindgren, sie habe den Eindruck, die Figuren ihrer Romane seien in der Sowjetunion so beliebt geworden wie nirgends sonst auf der Welt.
Wie auch ihr Ehemann ist Lilianna Lungina auf dem Nowodewitschi-Friedhof in Moskau begraben.

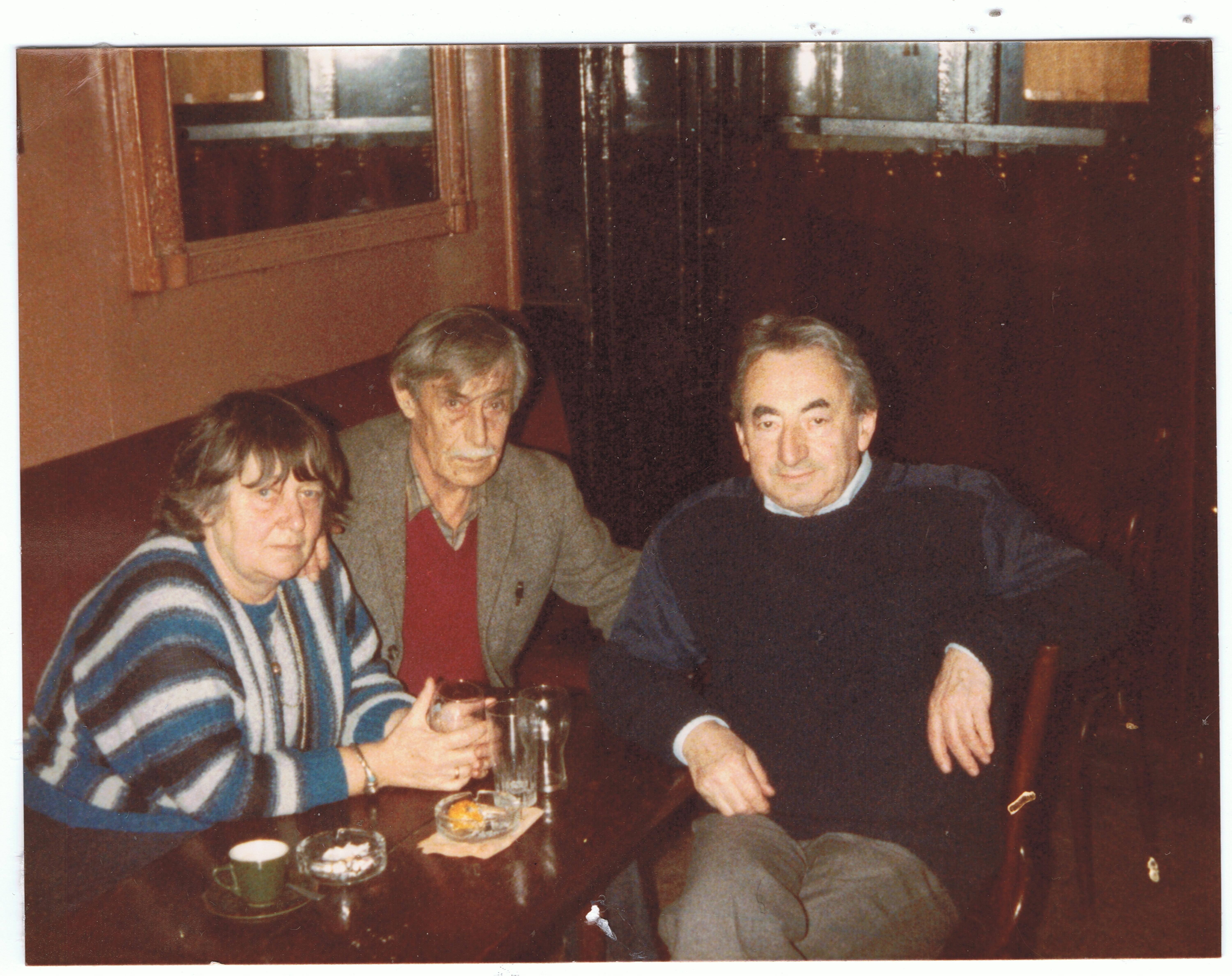
Lungina mit Wiktor Nekrassow und ihrem Mann Semjon Lungin (1985)

## Familie
Lilianna Lungina war mit dem russischen Theater- und Drehbuchautor Semjon Lwowitsch Lungin verheiratet. Ihre gemeinsamen Söhne Pawel und Jewgeni sind Filmregisseure und Drehbuchautoren.

## Werke
Lungina hat Werke unterschiedlichster Epochen und Stile aus dem Französischen, Deutschen, Norwegischen und Schwedischen ins Russische übersetzt:
- Märchen von Astrid Lindgren
- Theaterstücke von August Strindberg und Henrik Ibsen
- Kurzgeschichten von Heinrich Böll
- Philosophische Märchen des 18. Jahrhunderts
- Romane von Boris Vian und Romain Gary
- Werke von Friedrich Schiller, Knut Hamsun, Herman Bang, Gerhart Hauptmann, Max Frisch, Jean-Louis Curtis, Colette, Alexandre Dumas u. a.

1990 verfasste Lungina das Buch Les saisons de Moscou: 1933–1990, einen historischen Abriss über die Sowjetzeit, in dem sie zum einen bekannte Schriftsteller, Schauspieler, Politiker und Dissidenten, zum anderen aber auch die Bäuerin Motja (die eine Zeitlang in Lunginas Familie als Haus- und Kinderfrau diente) sowie einige zufällige Reisegefährten porträtiert.

## Kritische Rezeption
Podstrotschnik (dt. „Interlinear-“ oder „Wort-für-Wort-Übersetzung“) ist ein 1997 von Oleg Dorman gedrehter, fünfzehnteiliger Dokumentarfilm über den Lebensweg von Lilianna Lungina, der ausschließlich von ihr selbst (sowohl vor der Kamera als auch im Off) erzählt wird. Die damit verbundene Subjektivität der Lebensschilderung ist wissenschaftlich untersucht worden.
Öffentlich erstmals gezeigt wurde der Film erst 2009, nachdem sich Boris Akunin und Leonid Parfjonow dafür eingesetzt hatten. 2010 wurde Podstrotschnik mit dem russischen Fernsehpreis TEFI ausgezeichnet, den Dorman jedoch ablehnte.
2010 veröffentlichte Oleg Dorman unter dem gleichen Titel die (mit dem Dokumentarfilm inhaltlich weitgehend identische) Biografie von Lilianna Lungina im Moskauer Verlag Corpus.